# Villa di Cambiano
La Villa di Cambiano si trova nell'omonima località del comune di Castelfiorentino, in provincia di Firenze.

## Storia
La villa, sorta sul preesistente impianto medievale del castello di Cambiano, utilizzata come stazione postale da Cosimo I de' Medici, fu occupata fin dagli inizi del XVI secolo dalla nobile famiglia fiorentina dei Cambi. Essi avevano numerosi possedimenti nella zona, che prese da essi il nome.
Rimase della famiglia fino al 1816 e fu rinnovata nel XVIII secolo con il rifacimento della facciata e l'arricchimento degli spazi interni con decorazioni. Passò ai Pucci e poi ai Martelli, mentre oggi è frazionata in più unità familiari.

## Descrizione
La villa si trova sulla sommità di un colle, introdotta da un accesso monumentale con un viale alberato e da uno spiazzo in salita dove si trovava il giardino all'italiana. 
L'esterno è decorato da decorazioni in pietra in corrispondenza delle aperture, con un portale d'accesso, rialzato di alcuni gradini, che è contornato da bosse a bugnato. L'interno presenta camini e stipiti in pietra, nonché affreschi in trompe l'oeil sulle pareti e sui soffitti, di gusto settecentesco, rappresentanti scene agresti. Al centro si trova un cortile porticato, oggi tamponato, con aggiunte risalenti probabilmente all'epoca dei Pucci. I corpi di fabbrica ai lati della villa erano usati come residenza "da lavoratore" e servizi per la fattoria, oltre alla cappella, in cui si trova un ciborio con lo stemma Cambi.
Sul retro si sviluppa un parco all'inglese, creato nell'Ottocento. 
Adiacente alla villa si trova la chiesa di San Prospero.